# Pro D2 2024-25
El campeonato de rugby a XV de Francia de segunda división de 2024-2025, más conocido como Pro D2 2024-2025 fue la 25.ª edición del campeonato francés de segunda categoría de rugby union.
En este campeonato se enfrentaron dieciséis equipos de Francia. Los equipos compiten por el ascenso al Top 14, intentado evitar el descenso a Nationale 1.

## Modo de disputa
El torneo se disputa en formato de todos contra todos en condición de local y de visitante en su fase regular.
Posteriormente se disputa la fase final en la que los primeros seis equipos clasificaran a ella, los ubicados entre el 3° y 6° puesto comenzaran en los cuartos de final, mientras que el 1° y 2° puesto clasificaran a las semifinales.
Los últimos dos equipos al finalizar el torneo descienden directamente a la Nationale 1.

## Equipos participantes
| Equipo           | Ciudad             | Estadio                  | Capacidad |
| ---------------- | ------------------ | ------------------------ | --------- |
| Grenoble         | Grenoble           | Stade des Alpes          | 20 068    |
| CA Brive         | Brive-la-Gaillarde | Stade Amédée-Domenech    | 14 759    |
| Colomiers        | Colomiers          | Stade Michel Bendichou   | 6 950     |
| Provence         | Aix-en-Provence    | Stade Maurice David      | 8 727     |
| Soyaux Angoulême | Angoulême          | Stade Chanzy             | 8 000     |
| Montauban        | Montauban          | Stade Sapiac             | 9 200     |
| Béziers          | Béziers            | Stade Raoul-Barrière     | 18 755    |
| Valence Romans   | Valence            | Stade Georges Pompidou   | 14 570    |
| Biarritz         | Biarritz           | Parc des Sports Aguiléra | 13 341    |
| Nevers           | Nevers             | Stade du Pré Fleuri      | 7 356     |
| US Dax           | Dax                | Stade Maurice-Boyau      | 7 412     |
| Oyonnax          | Oyonnax            | Stade Charles-Mathon     | 11 150    |
| Stade Montois    | Mont-de-Marsan     | Stade Guy Boniface       | 12 212    |
| Agen             | Agen               | Stade Armandie           | 14 100    |
| Aurillac         | Aurillac           | Stade Jean Alric         | 7 946     |
| Stade Niçois     | Nice               | Stade Marcel-Volot       | 3 000     |

## Clasificación
| Pos. | Equipo           | Encuentros | Encuentros | Encuentros | Encuentros | Puntos bonus | Puntos |
| Pos. | Equipo           | PJ         | PG         | PE         | PP         | Puntos bonus | Puntos |
| ---- | ---------------- | ---------- | ---------- | ---------- | ---------- | ------------ | ------ |
| 1    | Grenoble         | 30         | 21         | 0          | 9          | 14           | 98     |
| 2    | CA Brive         | 30         | 20         | 0          | 10         | 14           | 94     |
| 3    | Colomiers        | 30         | 18         | 1          | 11         | 12           | 86     |
| 4    | Provence         | 30         | 17         | 1          | 12         | 13           | 82     |
| 5    | Soyaux Angoulême | 30         | 17         | 2          | 11         | 8            | 80     |
| 6    | Montauban        | 30         | 17         | 0          | 13         | 9            | 77     |
| 7    | Béziers          | 30         | 16         | 0          | 14         | 13           | 77     |
| 8    | Valence          | 30         | 13         | 0          | 17         | 13           | 65     |
| 9    | Biarritz         | 30         | 14         | 0          | 16         | 9            | 64     |
| 10   | Nevers           | 30         | 14         | 0          | 16         | 6            | 62     |
| 11   | US Dax           | 30         | 13         | 1          | 16         | 7            | 61     |
| 12   | Oyonnax          | 30         | 12         | 1          | 17         | 11           | 61     |
| 13   | Stade Montois    | 30         | 13         | 0          | 17         | 8            | 60     |
| 14   | Agen             | 30         | 12         | 0          | 18         | 11           | 59     |
| 15   | Aurillac         | 30         | 13         | 0          | 17         | 5            | 57     |
| 16   | Stade Niçois     | 30         | 7          | 0          | 23         | 7            | 35     |

Nota: Se otorgan 4 puntos al equipo que gane un partido, 2 al que empate y 0 al que pierda
Puntos Bonus: 1 punto por convertir 4 tries o más en un partido y 1 al equipo que pierda por no más de 7 tantos de diferencia
|  | Clasificados directamente a semifinales por el ascenso al Top 14 2025-26. |
|  | Clasificados para la reclasificación por el ascenso al Top 14 2025-26.    |
|  | Descenso a Nationale 1                                                    |

## Fase Final

### Cuartos de final
| 22 de mayo de 2025 | Provence Rugby | 49 - 22 | Soyaux Angoulême XV |  |  |

| 23 de mayo de 2025 | Colomiers Rugby | 23 - 26 | US Montalbanaise |  |  |

### Semifinal
| 29 de mayo de 2025 | FC Grenoble Rugby | 38 - 17 | Provence Rugby |  |  |

| 30 de mayo de 2025 | CA Brive | 13 - 26 | US Montalbanaise |  |  |

### Final
| 7 de junio de 2025 | FC Grenoble Rugby | 19 - 24 | US Montalbanaise |  |  |

| Bandera de Francia               |
| Campeón Union Sportive Montauban |
| Tercer título                    |

### Promoción Ascenso Top 14
| 14 de junio de 2025 | FC Grenoble Rugby | 11 - 13 | Perpignan |  |  |

### Promoción Descenso Pro D2
| 1 de junio de 2025 | Stade Aurillacois | 45 - 15 | SOC Savoie Mont Blanc |  |  |